# 應援色

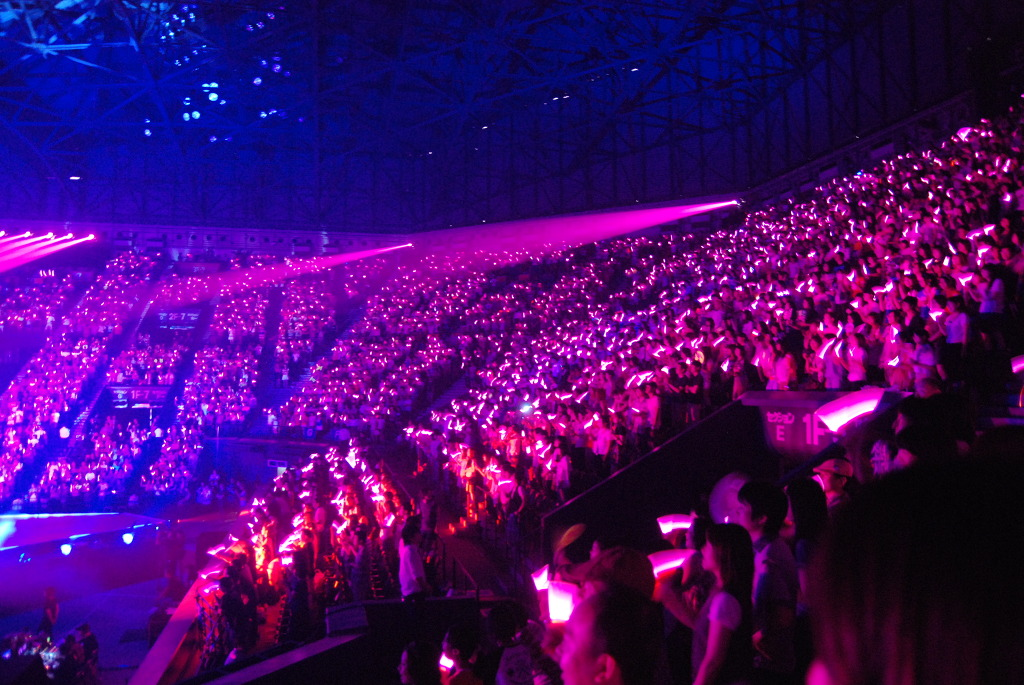
少女時代的應援色是粉玫瑰色

應援色（羅馬化：Eungwonsaek，羅馬化：Eungwon kalla）源自於韓語詞彙，是韓國流行娛樂愛好者「應援文化」的組成要素，經常使用於流行音樂的演唱活動。
應援色可以為歌迷打造粉絲俱樂部的團體凝聚力，為歌手營造海洋般的應援氣勢，在集合不同歌手的大型聯合演唱會，偶像藝人可以通過應援色找到支持者的所在位置，對偶像和粉絲來說具有非凡的意義。
應援色發源於H.O.T.的歌迷俱樂部Club H.O.T.，廣泛流傳於韓國流行音樂的偶像藝人，包括團體組合、成員及獨唱歌手，早期使用於氣球、雨衣及熒光棒，之後使用專屬設計的應援棒，由經紀公司官方制定公式的顏色，發售統一規格的應援周邊產品。 應援顏色的概念對日本流行音樂、華語流行音樂及中国选秀综艺节目都有不同程度的影響。

## 起源
應援顏色的流行先端，可以追溯到第一代偶像團體（1990年代－2000年代），喻為韓流開山鼻祖的H.O.T.於1996年出道，他們的歌迷俱樂部稱為Club H.O.T.。H.O.T.的成名之道引領韓流團體競爭的白熱化，不僅成為轟動社會的現象，創下首個韓星進逐首爾奧林匹克主競技場辦演唱等開創性紀錄，舉行演唱會時，市政府需要調動大批警力、醫療人員、加開地鐵班次和接駁巴士來支援；團體解散當時，甚至掀起股票市場的震盪。
H.O.T.的歌迷「Club H.O.T.」經常手持白色氣球、穿著白色雨衣在演唱會等場地進行支持，逐漸將白色確立為H.O.T.專屬的應援色； 與水晶男孩所屬歌迷俱樂部「Yellow Kies」的黃色，形成壁壘分明的對比，兩方歌迷俱樂部經常互相爭執，電視劇《請回答1997》便重現雙方因糾紛而打架的故事。
從此之後，官方歌迷俱樂部和應援色就成為應援文化的標準，各家經紀公司都有為旗下偶像團體設立，並且形成不成文規定，每個應援色都是獨一無二的存在。 2000年代以後，原色系統之外開始引進珍珠色和熒光色，並由SE7EN的歌迷率先使用「7」字形熒光棒；2005年，BIGBANG首創專屬設計的應援棒；2017年，EXO首先採用應援棒中控；2018年，BLACKPINK推出聲控的應援棒。

## 競爭

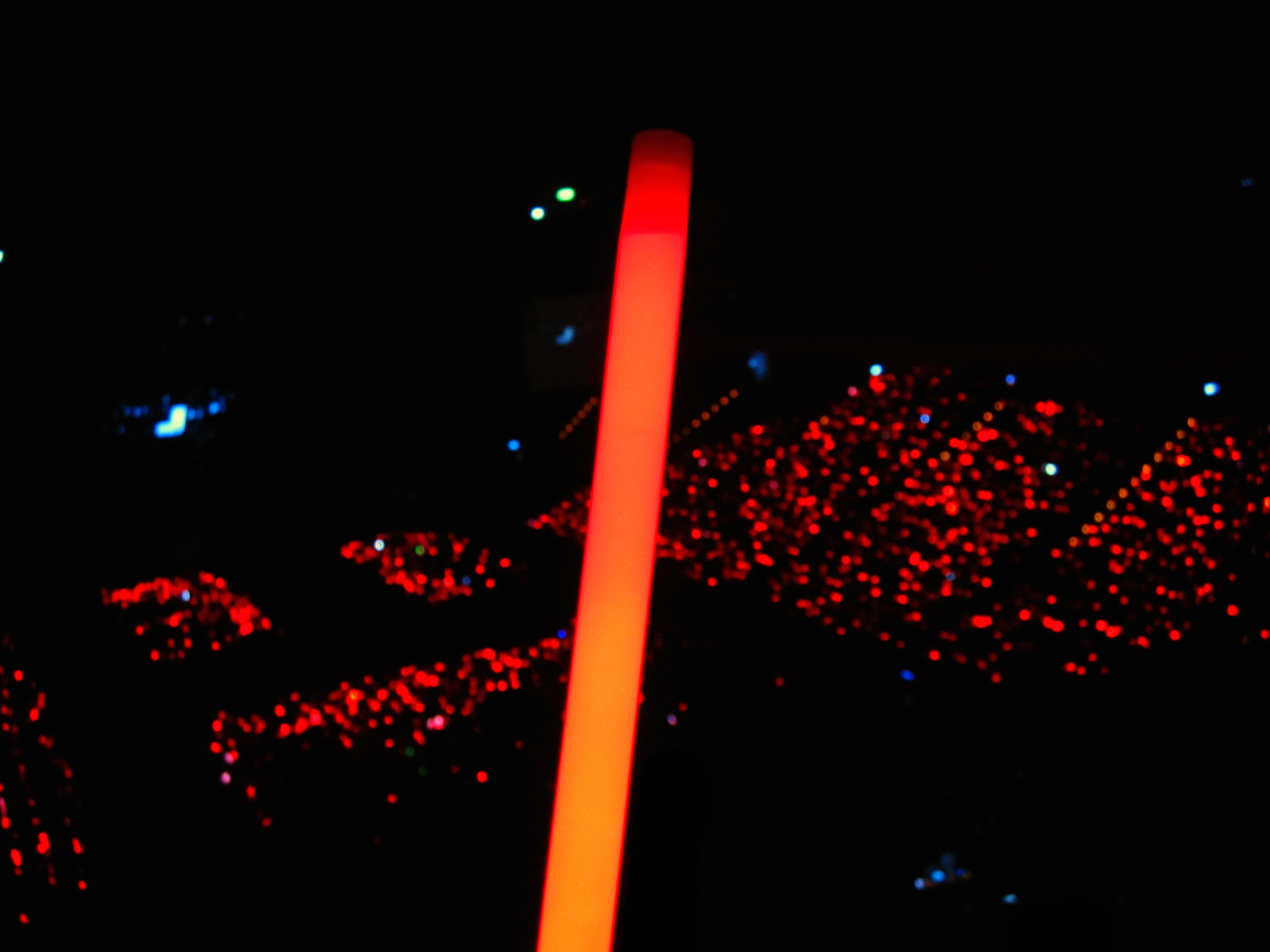
早期仍未出現專屬設計的應援棒，東方神起「Cassiopeia」使用的紅色熒光棒

應援顏色可以視為是偶像競爭的延伸，在H.O.T.的白色與水晶男孩的黃色之外，其他顏色也被其他偶像歌手及團體使用，例如：第一世代顛峰的女子偶像團體S.E.S.「Friend」的珍珠紫色、Fin.K.L「Pinky」的紅色，各自都打出一片天下。 在此之中，1998年出道的神話「神話創造」的橙色、2004年出道的東方神起「Cassiopeia」的珍珠紅色、2005年出道的Super Junior「E.L.F.」的珍珠寶石藍色，因為在當代締造出優異的成績，與H.O.T.「Club H.O.T.」的白色，被媒體並稱為「四大海洋」。
進入使用熒光棒的初期時代，開始有更加炫麗的應援效果，這些熒光棒只在演唱會出售，印上不同演唱會的字體，每場演唱會都會有細微的差異，可以製造一些簡易的光影效果，並且開始出現仿冒的產品。
但是隨之而來的問題，是韓國娛樂產業每年有許多企劃及偶像團體出道，很多團體的活動時間不超過一年，採用相似的應援色會引起敵對歌迷的抗議，在聯合演唱會的場合也容易引起混淆；並且隨著偶像團體數量的爆發性增長，新世代偶像也曾經因為相似的應援色，引起舊世代歌迷的不滿。
早期簡單的條狀熒光棒，極難避免重覆顏色的問題，因應的解決方法是第二代偶像團體（2000年代中期－2010年代），由BIGBANG開始逐漸使用專屬設計的應援棒，並且有越來越多的新一代偶像團體，開始使用兩種或以上的應援色。

### 神話 v. BIGBANG
BIGBANG於2006年7月正式出道，活動期間一直沒有專屬的應援色。2007年開始，開始有商家擅自銷售印有BIGBANG標誌的橘色螢光棒，並且隨著BIGBANG的成名，有更多的歌迷開始使用橘色螢光棒。
2008年農心集團贊助舉行的SBS農心演唱會，同時也是神話成員金烔完入伍前的告別舞台，神話成員李玟雨、金烔完與BIGBANG同台表演，台下有許多「VIP」（BIGBANG的歌迷俱樂部）拿著橘色螢光棒表示支持，引起神話的歌迷俱樂部「神話創造」的強烈不滿。2009年1月16日，神話成員李玟雨與BIGBANG成員勝利，共同參加SBS「2009仁川訪問年」開幕表演，台下依舊有許多BIGBANG歌迷拿著橘色螢光棒，再次引起神話創造的不滿情緒，與VIP展開網路爭鬥，正在服役的金烔完因為此事，特意在個人部落格上寫文章，暢談橙色對神話的意義，並嘗試安撫神話創造的情緒。
2009年1月21日，神話成員Andy慶祝生日，VIP集體留言道歉並祝賀生日快樂，獲得神話創造的大方回應。同年2月初，BIGBANG所屬經紀公司YG娛樂正式發佈「Bang Bong」，作為BIGBANG的官方應援道具。 但是在之後的BIGBANG演唱會中，仍然還有歌迷持著橘色的氣球，再度引起神話創造的質疑，向彼此兩家的經紀公司做出投訴，要求必須嚴格管理應援的事宜；2月11日，YG娛樂發佈正式新聞稿，強調只有透過官方指定的管道，才能取得正版「Bang Bong」，並會通過註冊商品權和商標權，制止市面上流通的盜版產品，雙方的爭鬥至此正式結束。

### 神話 v. iKON
2015年12月18日，YG娛樂公開新人團體iKON的「KONBAT」應援棒，外觀神似棒球棒，滅燈為橘色、亮燈為紅色，被神話創造指責為盜取應援色，儘管實際上經紀公司並沒有指定橘-紅色為應援色。
當天晚上，神話公司代表Eric透過官方推特發言，請後輩們尊重前輩，希望不要使用這個顏色。 12月19日，神話成員金烔完出面制止部分歌迷辱罵iKON，並勸告歌迷們保持禮儀，大度表示「世界上任何一種顏色都不獨屬於誰」，並希望與後輩們在舞台上見面的場合，不會因此造成雙方的尷尬局面。

## 黑色海洋
歌迷使用熒光棒製造的應援氣勢，被稱為「奇蹟海洋」（Lightstick Ocean）； 與之相反的情況，是歌迷集體將熒光棒熄滅，作為針對歌手的一種抗議方式，稱之為「黑色海洋」（Black Ocean）。
這種情況主要出現在大型的聯合演唱會，某個偶像歌手曾經有過失當行為，因此無法被大眾所認同接受，於是各家粉絲俱樂部聯合抵制，在有關歌手上台表演時，集體將熒光棒熄滅，讓演唱會場合出現一片黑暗，通常只會發生在極端情況；但是在另一個方面，也有可能是黑粉在網路惡意散播虛假消息，為製造攻擊而尋找藉口，使得其他粉絲俱樂部輕易相信謠言。

## 科技應用
應援顏色使用的道具，隨著印刷與科技日新月異的發展，在2010年代以後開始進入另一個時代，過去使用的氣球、雨衣、熒光棒等道具，已經成為經典的記憶。新一代的部分偶像組合並不是特別強調應援色，但是著重於官方應援道具「應援棒」（응원봉）的應用，例如：防彈少年團「ARMY」就沒有官方定義的應援色，而是著重於使用「ARMY Bomb」。
有些偶像公佈超過兩種的應援顏色，例如：TWICE「ONCE」的杏色和螢光洋紅色、河成雲「HA:NEUL」及GFriend「BUDDY」的三種應援色，使用彩通色彩系統的色版標準，運用印刷技術及應援棒可以使用為漸層色，配合官方專屬的應用APP，實現場控、聲控、自訂顏色等多種高科技功能，連接到演唱會的座位，由現場平台配合進行控制，實現更多與以往不同的光影效果。
| 氣球、雨衣 原色 | → | 熒光棒 珍珠色、熒光色 | → | 應援棒（手燈） 無指定顏色、漸層色 |

## 繼承
團體組合解散之後，成員們即使已經單獨活動，應援顏色也經常會被繼承， 例如：2013年推出的企劃組合「HOT.Sech.god.RG」，由五名第一代男子偶像團體成員組成，各自的應援色是繼承自原來的組合。
作為相反的例子，也有一些偶像團體會為其下成員設定獨立的顏色，但是作為團體活動時，仍是使用團體的應援色。

## 其他娛樂產業

### 中国
應援顏色的流行文化，隨著吳亦凡、鹿晗、黃子韜和張藝興等歸國偶像傳入中國大陸，成為中國流行娛樂的新潮流。 但是中國偶像與應援色的聯繫並沒有那麼緊密，整體而言，更像是在短期內吸引人氣的噱頭，製造節目的效果，而不是為了凝聚歌迷的目的。
另一方面，支持相同偶像的歌迷，分裂成為幾個不同的陣營，各自舉著不同顏色的字牌，就像是在為自己的陣營比拼，而不是為偶像凝聚力量。

### 日本
日本流行娛樂文化有所謂「成員顏色」的概念，但具體的意義與應援顏色頗有差異。2002年夏，早安少女組子團體蒲公英進行重新整編，第一期成員於9月23日舉辦一場畢業演唱會活動，將整個場地填滿黃色的熒光燈，就像身處在曠野的蒲公英花田，才開始有真正意義的應援顏色。
2000年代後期，AKB48及其姊妹團體組成的AKB48集團，以及隨後出現其他類似的大型偶像團體組合，每個團體及其下分組的隊伍，都有各自所屬的團體及隊伍顏色。

### 韓國
應援色隨著韓國流行音樂團體流傳到海外，但是在少部分的演歌歌手、流行獨唱歌手、民謠歌手、重唱組合、搖滾樂團、嘻哈樂團及歌手、演員、聲優等所屬粉絲俱樂部，以及其他不同類型的應援團體，都有存在使用應援色的情況。

## 另見
- 成員顏色
- 代表色

## 外部連結
- Kpop Official Fan Club Names and Fan Colors （页面存档备份，存于）
- KPOP Light Sticks – What is it? （页面存档备份，存于）
- KPop Light Sticks （页面存档备份，存于）
- All Groups & Solo K-Pop Idol Lightsticks - Version 2021 （页面存档备份，存于）